# أليكس ثيبو
أليكسيس (أليكس) ثيبو (بالفرنسية: Alexis ("Alex") Thépot) (30 يوليو 1906 – 21 فبراير 1989) لاعب كرة قدم فرنسي راحل . كان حارس المرمى الأساسي لمنتخب فرنسا في بطولة كأس العالم لكرة القدم 1930 و1934 .
ولد ثيبو في بريست ولعب في أندية أرموريكاين بريست، لافال، النجم الأحمر ، و دونكيرك . نتيجة لتقديمه أداء عالي المستوى عندما كان في نادي لافال تم استدعائه لخوض أول مباراة دولية مع منتخب فرنسا في مواجهة منتخب إنجلترا في 1927.
من 1927 إلى 1935 لعب ثيبو 31 مباراة دولية ودخل مرماه 77 هدف وتسلم شارة القيادة في 13 مباراة. شارك أيضا في مباراة منتخب فرنسا الوحيدة في دورة الألعاب الأولمبية 1928 التي أقيمت في العاصمة الهولندية أمستردام وانتهت بالخسارة من منتخب إيطاليا 3-4 .
شارك ثيبو في المباراة الافتتاحية لبطولة كأس العالم في مواجهة منتخب المكسيك ولكنه تعرض لإصابة في الدقيقة 24 وحل محله الظهير أوغوستين تشانتريل . تعافى ثيبو سريعا من إصابته وشارك في المباراتين التاليتين أمام منتخب الأرجنتين والتي انتهت بالخسارة 0-1 وأمام منتخب تشيلي والتي انتهت بالفوز 1-0 وكان قد تصدى بنجاح لركلة جزاء لصالح منتخب تشيلي عندما كانت النتيجة 0-0.

## وصلات خارجية
- أليكس ثيبو على موقع قاعدة بيانات كرة القدم.إي يو (الإنجليزية)
- أليكس ثيبو على موقع ناشيونال فوتبول تيمز (الإنجليزية)
- أليكس ثيبو على موقع عالم كرة القدم.نت (الإنجليزية)
- أليكس ثيبو على موقع أوليمبيديا (الإنجليزية)

- الاتحاد الفرنسي لكرة القدم